# Nederlandse kampioenschappen indooratletiek 2001
De Nederlandse kampioenschappen indooratletiek 2001 werden gehouden in Gent op zaterdag 17 februari.

## Uitslagen

### 60 m
| rang   | atleet         | prestatie |
| ------ | -------------- | --------- |
| Goud   | Troy Douglas   | 6,75 s    |
| Zilver | Virgil Spier   | 6,78 s    |
| Brons  | Harvey Bijnaar | 6,85 s    |

| rang   | atlete                | prestatie |
| ------ | --------------------- | --------- |
| Goud   | Pascal van Assendelft | 7,60 s    |
| Zilver | Eefje van Mourik      | 7,61 s    |
| Brons  | Rinske Daniëls        | 7,65 s    |

### 200 m
| rang   | atleet             | prestatie |
| ------ | ------------------ | --------- |
| Goud   | Patrick van Balkom | 20,97 s   |
| Zilver | Julien Hagen       | 21,80 s   |
| Brons  | Rowdy Middelkoop   | 22,25 s   |

| rang   | atlete            | prestatie |
| ------ | ----------------- | --------- |
| Goud   | Eefje van Mourik  | 24,66 s   |
| Zilver | Rinske Daniëls    | 24,68 s   |
| Brons  | Petra Groenenboom | 25,43 s   |

### 400 m
| rang   | atleet          | prestatie |
| ------ | --------------- | --------- |
| Goud   | Bob Keus        | 48,48 s   |
| Zilver | Martin de Groot | 48,98 s   |
| Brons  | Wouter Spreij   | 49,11 s   |

| rang   | atlete            | prestatie |
| ------ | ----------------- | --------- |
| Goud   | Marjolein de Jong | 54,31 s   |
| Zilver | Judith Baarssen   | 55,56 s   |
| Brons  | Monique Burger    | 57,67 s   |

### 800 m
| rang   | atleet        | prestatie |
| ------ | ------------- | --------- |
| Goud   | Bram Som      | 1.48,67   |
| Zilver | Arnoud Okken  | 1.49,30   |
| Brons  | Stefan Beumer | 1.50,55   |

| rang   | atlete          | prestatie |
| ------ | --------------- | --------- |
| Goud   | Ester Goossens  | 2.05,50   |
| Zilver | Lotte Visschers | 2.08,45   |
| Brons  | Astrid Joziasse | 2.10,12   |

### 1500 m
| rang   | atleet           | prestatie |
| ------ | ---------------- | --------- |
| Goud   | Jeroen Pals      | 3.52,88   |
| Zilver | Michiel Löschner | 3.54,31   |
| Brons  | Jan-W Mijderwijk | 4.09,74   |

| rang   | atlete         | prestatie |
| ------ | -------------- | --------- |
| Goud   | Anjolie Wisse  | 4.29,44   |
| Zilver | Lio Hogenbosch | 4.30,30   |
| Brons  | Eva Janssen    | 4.31,24   |

### 3000 m
| rang   | atleet         | prestatie |
| ------ | -------------- | --------- |
| Goud   | Ad Verweij     | 8.24,95   |
| Zilver | Rob Detert     | 8.25,96   |
| Brons  | Eelco de Voogt | 8.26,55   |

| rang   | atlete           | prestatie |
| ------ | ---------------- | --------- |
| Goud   | Wilma van Onna   | 9.34,71   |
| Zilver | Sandra ter Horst | 9.45,59   |
| Brons  |                  |           |

### 5000 m snelwandelen
| rang   | atleet            | prestatie |
| ------ | ----------------- | --------- |
| Goud   | Harold van Beek   | 22.59,84  |
| Zilver | Marcel van Gemert | 23.15,48  |
| Brons  | Pedro Huntjens    | 24.05,86  |

### 60 m horden
| rang   | atleet                | prestatie |
| ------ | --------------------- | --------- |
| Goud   | Marcel van der Westen | 7,90 s    |
| Zilver | Sven Ootjers          | 7,91 s    |
| Brons  | Gregory Sedoc         | 7,91 s    |

| rang   | atlete       | prestatie |
| ------ | ------------ | --------- |
| Goud   | Judith Vis   | 8,40 s    |
| Zilver | Ilja Voltman | 8,44 s    |
| Brons  | Frenke Bolt  | 8,72 s    |

### hoogspringen
| rang   | atleet           | prestatie |
| ------ | ---------------- | --------- |
| Goud   | Wilbert Pennings | 2,15 m    |
| Zilver | Jan Peter Larsen | 2,12 m    |
| Brons  | Tim Aarts        | 2,03 m    |

| rang   | atlete              | prestatie |
| ------ | ------------------- | --------- |
| Goud   | Yvonne Wisse        | 1,80 m    |
| Zilver | Marloes Lammerts    | 1,77 m    |
| Brons  | Karlijn van Beurden | 1,74 m    |

### hink-stap-springen
| rang   | atleet           | prestatie |
| ------ | ---------------- | --------- |
| Goud   | Martijn Delissen | 15,11 m   |
| Zilver | Bas de Vos       | 14,69 m   |
| Brons  | Arjan Alberts    | 13,75 m   |

| rang   | atlete          | prestatie |
| ------ | --------------- | --------- |
| Goud   | Iris Waanders   | 11,88 m   |
| Zilver | Janneke Hulshof | 11,85 m   |
| Brons  | Selma Veerman   | 11,71 m   |

### polsstokhoogspringen
| rang   | atleet             | prestatie |
| ------ | ------------------ | --------- |
| Goud   | Christian Tamminga | 5,25 m    |
| Zilver | Laurens Looije     | 5,25 m    |
| Brons  | Hans Pompen        | 4,75 m    |

| rang   | atlete              | prestatie |
| ------ | ------------------- | --------- |
| Goud   | Monique de Wilt     | 4,00 m    |
| Zilver | Sandra van der Geer | 3,55 m    |
| Brons  | Mirjam Sleumer      | 3,55 m    |

### verspringen
| rang   | atleet        | prestatie |
| ------ | ------------- | --------- |
| Goud   | Chiel Warners | 7,52 m    |
| Zilver | Jurgen Cools  | 7,34 m    |
| Brons  | Yvor Landburg | 6,97 m    |

| rang   | atlete             | prestatie |
| ------ | ------------------ | --------- |
| Goud   | Judith Vis         | 6,16 m    |
| Zilver | Karin Ruckstuhl    | 5,84 m    |
| Brons  | Ottelien Olsthoorn | 5,81 m    |

### kogelstoten
| rang   | atleet              | prestatie |
| ------ | ------------------- | --------- |
| Goud   | Rutger Smith        | 18,61 m   |
| Zilver | Erik van Vreumingen | 17,65 m   |
| Brons  | Erwin Simpelaar     | 17,63 m   |

| rang   | atlete          | prestatie |
| ------ | --------------- | --------- |
| Goud   | Lieja Koeman    | 17,88 m   |
| Zilver | Corrie de Bruin | 17,78 m   |
| Brons  | Saskia Meijer   | 14,69 m   |

1969 · 
1970 · 
1971 · 
1972 · 
1973 · 
1974 · 
1975 · 
1976 · 
1977 · 
1978 · 
1979 ·
1980 · 
1981 · 
1982 · 
1983 · 
1984 · 
1985 · 
1986 · 
1987 · 
1988 · 
1989 · 
1990 · 
1991 · 
1992 · 
1993 · 
1994 · 
1995 · 
1996 · 
1997 · 
1998 · 
1999 · 
2000 · 
2001 · 
2002 · 
2003 · 
2004 · 
2005 · 
2006 · 
2007 · 
2008 · 
2009 · 
2010 · 
2011 · 
2012 · 
2013 · 
2014 ·
2015 ·
2016 ·
2017 ·
2018 ·
2019 · 
2020 · 
2021 · 
2022 · 
2023 · 
2024 · 
2025